# Villa Alexandre-Ribot
La villa Alexandre-Ribot est une voie du 19e arrondissement de Paris, en France.

## Situation et accès
La villa Alexandre-Ribot est une voie publique située dans le 19e arrondissement de Paris, quartier de la Mouzaïa. Elle débute au 74, rue David-d'Angers et se termine au 17, rue de l'Égalité.

## Origine du nom
Elle porte le nom d'Alexandre Félix Joseph Ribot (1842-1923), homme politique français. 

## Historique
La place est créée et prend sa dénomination actuelle en 1923. 